# Cantó de Surgères
El cantó de Surgères és un cantó francès del departament del Charente Marítim, al districte de Rochefort. Té 12 municipis i el cap és Surgères.

## Municipis
- Breuil-la-Réorte
- Marsais
- Péré
- Puyravault
- Saint-Georges-du-Bois
- Saint-Germain-de-Marencennes
- Saint-Mard
- Saint-Pierre-d'Amilly
- Saint-Saturnin-du-Bois
- Surgères
- Vandré
- Vouhé

| Data d'elecció                           | Identitat           | Partit                        | Qualitat |
| ---------------------------------------- | ------------------- | ----------------------------- | -------- |
| 1945-196.                                | M. Noël             | radical                       |          |
| 196.-1973                                | Henri Giraudeau     | PS                            |          |
| 1973-2004                                | Jean-Guy Branger    | UDR, després RPR, després UDF |          |
| 2004-2011                                | Philippe Guilloteau | Divers droite                 |          |
| 2011-                                    | Marie-Pierre Brunet | PRG                           |          |
| les dades anteriors no són pas conegudes |                     |                               |          |
|                                          |                     |                               |          |

| A partir de 1990: Població sense dobles comptes |